# Sant Andreu de Pruit
Sant Andreu de Pruit és una església amb elements romànics i barrocs de Rupit i Pruit (Osona) inclosa a l'Inventari del Patrimoni Arquitectònic de Catalunya.

## Descripció
Església parroquial de nau única sense absis i amb dues capelles laterals a ambdós costats. L'absis romànic s'ha enderrocat després dels terratrèmols del 1428. El presbiteri és marcat amb dos graons i als peus de l'església s'hi ubica el cor. En aquest indret, que és l'antiga església romànica reconvertida en atri i cor, la nau s'estreny i es cobreix en volta de canó; la resta de la nau es divideix en tres trams cobert amb volta de creueria. A la part dreta del presbiteri hi ha un portal que condueix a la sagristia. S'il·lumina mitjançant una finestra quadrada a la part dreta de la nau i una finestra als peus. És decorada interiorment amb pintures. La façana es troba a la part de ponent, està rematada en forma triangular i presenta una finestra d'esqueixada i un gros portal adovellat que emmarca un altre de més petit d'arc de mig punt però inscrit dins d'una forma rectangular.
A l'extrem sud-est s'hi eleva un campanar, que data de l'eixample del segle xviii, acabat en forma octogonal amb obertures d'arc de mig punt, algunes de les quals són tapiades. Dues de les obertures tenen campanes. Està coronat per balustres amb barana rematades d'esferes de pedra. És construïda en carreus de pedra ben escairats.
La casa del campaner està adossada a l'església parroquial. Es coberta a dues vessants, amb carener perpendicular a la façana i orientada a ponent. A la planta presenta un gran portal adovellat, una finestra al primer pis amb l'ampit molt deteriorat i la llinda decorada, al segon s'hi obren dues finestres geminades, de petites dimensions i d'arc rebaixat. Es construïda en lleves de pedra ben carejada i els portals són de fusta.
La rectoria és de planta rectangular i es troba unida a l'església. Es coberta a dues vessants, amb el carener paral·lel a la façana, la qual es troba orientada a migdia. A l'extrem dret hi ha un portal d'arc de mig punt al qual s'accedeix mitjançant unes escales al damunt hi ha un gran finestral i dos balcons de facció moderna. A l'extrem esquerre, al costat de l'església hi ha una finestra amb reixes de ferro i la llinda esculturada. Es construïda en pedra i arrebossada al damunt. Les obertures són de pedra i els escaires també de pedra vista.

## Història
Forma part d'un bell conjunt arquitectònic amb el petit nucli urbà construït a redós seu. Es troba esmentada el 1028 i 1050 i es confirma el nom l'any 1134 però es tenen notícies del nucli de Pruit des del 995, que pertanyia als vescomtes d'Osona i era unit al Castell de Rupit. Està formada per un cos romànic del segle xiii. Inicialment era dedicada a Sant Andreu, Santa Creu i Santa Maria. Actualment és advocada a Sant Andreu i presenta l'estructura que li donaren les modificacions del segle xviii quan es construïren les capelles laterals, el campanar barroc i s'allargà la nau. El portal fou refet després de la Guerra Civil, durant la qual haviat estat enderrocat.